# كريس نورمان (لاعب كرة قدم أمريكية)
كريس نورمان (بالإنجليزية: Chris Norman)‏ هو لاعب كرة قدم أمريكية أمريكي، ولد في 25 مايو 1962 في ألباني في الولايات المتحدة.

## وصلات خارجية
- كريس نورمان على موقع مرجع كرة القدم المحترفة.كوم (الإنجليزية)